# Bob Gullotti
Robert „Bob“ Gullotti (*  1949; † 25. Januar 2020) war ein US-amerikanischer Jazz-Schlagzeuger und Hochschullehrer.

## Leben und Wirken
Gullotti studierte am Berklee College of Music und arbeitete seit 1972 mit dem Saxophonisten George Garzone in der Formation The Fringe (seit 1984 mit John Lockwood) und in dessen Quartett zusammen. Gullotti spielte daneben mit Tom van der Geld (Children at Play), im Trio mit Jerry Bergonzi und Bruce Gertz (Uranian Undertow, 1984), im Quintett von Bill Lowe/Philippe Crettien (Sunday Train) und mit Marc Ribot und John Medeski in der Formation Surrender to the Air. Ferner ging er mit Eddie Henderson, J. J. Johnson, Joe Lovano und John Patitucci auf Tourneen. Gullotti wirkte zwischen 1973 und 2014 bei mehr als 60 Aufnahmesessions mit; außer den Genannten auch mit David Azarian, Hal Crook, Leo Genovese, Lello Molinari, Deborah Henson-Conant und Guido Manusardi, zuletzt mit Jesper Løvdal (Very Well Vol. 1).
Gullotti unterrichtete als Professor am Berklee College of Music und schrieb für Musikzeitschriften wie Modern Drummer und Down Beat; zu seinen Schülern gehörten u. a. Kevin Figueiredo, Curt Newton und Jane Wang. Gullotti lebte in Waltham (Massachusetts).